# Amtzell
Amtzell es un municipio situado en el distrito de Ravensburg, en el estado federado de Baden-Wurtemberg (Alemania). Tiene una población estimada, a fines de 2023, de 4320 habitantes.